# Cyanostegia
Cyanostegia es un género de plantas con flores con  5 especies aceptadas, de las 8 descritas, de la familia de las lamiáceas. Es nativo y endémico de Australia occidental (Estado de Western Australia).

## Descripción
Son arbustos o subarbustos siempreverdes de hasta 2m de altura, aromáticos o no, con ramas de sección más o menor circular, muy glutinosas/resinosas y con hojas sin estípulas, de bordes dentados, no decurrentes, sésiles o pecioladas,  decusadas y de bordes algo revolutos. La inflorescencia es terminal, cimosa y en panícula abierta o con las flores, bracteoladas, implantadas en las ramas con hojas -entonces aparentemente axilares- solitarias o en grupos plurales. Dichas flores, hermafroditas, tienen un cáliz profundamente y anchamente campanulado, pentalobulado o distalmente sinuado-dentado, actinomorfo con los lóbulos membranáceos y reticulados, azulado o purpúreo y más largo que el tubo de la corola; mientras esta última, de color azul profundo hasta purpúreo óscuro, es zigomórfica, no bilabiada, con 5 lóbulos -el inferior más grande que los otros 4-, con el tubo campanulado y con los estambres, exertos y en número de 4 todos fértiles, implantados cerca de su base y con los filamentos  superiormente dilatados. El gineceo tiene el ovario, apicalmente peludo, poco o nada lobado y con el estigma del estilo bífido con lóbulos diminutos y frecuentemente desiguales. El fruto, tetralocular, es seco, coriáceo, indehiscente, habitualmente óblicuo, rodeado por el càliz persistente y acrescente, y con 1 o 2 semillas por lóculo.

## Taxonomía
El género fue descrito por Porphir Kiril Nicolai Stepanowitsch Turczaninow y publicado en Bulletin de la Société Impériale des Naturalistes de Moscou, vol. 22(2),p. 35, 1849. La especie tipo no ha sido designada.
Etimología
- Cyanostegia: vocablo connstruido por las palabras griegas χνάνος, azul, y στεγη, cobertura, cámara; o sea «cúpula azul» por el cáliz dilatado y de color azulado-purpúreo.

## Especies aceptadas
- Cyanostegia angustifolia Turcz., 1849
- Cyanostegia corifolia Munir, 1978
- Cyanostegia cyanocalyx (F.Muell.) C.A.Gardner, 1931
- Cyanostegia lanceolata Turcz., 1849
- Cyanostegia microphylla S.Moore, 1903[2]